# Eocuma aculeatum
Eocuma aculeatum är en kräftdjursart som beskrevs av Francis Day 1978. Eocuma aculeatum ingår i släktet Eocuma och familjen Bodotriidae. Inga underarter finns listade i Catalogue of Life.